# Marek Pajek
Marek Tomasz Pajek (ur. 1954 w Warszawie) – polski fizyk, profesor nauk fizycznych, profesor zwyczajny Uniwersytetu Jana Kochanowskiego w Kielcach.

## Życiorys
Studia z zakresu fizyki ukończył na Uniwersytecie Jagiellońskim. Doktoryzował się w 1989. Stopień naukowy doktora habilitowanego uzyskał w 1994 w Instytucie Problemów Jądrowych im. Andrzeja Sołtana na podstawie pracy pt. Radiative Recombination of Ions With Coolig Electrons. Tytuł naukowy profesora nauk fizycznych otrzymał 22 stycznia 2003. Specjalizuje się w fizyce zderzeń atomowych.
W 1978 podjął pracę w Wyższej Szkole Pedagogicznej w Kielcach, przekształconej następnie w Akademię Świętokrzyską i Uniwersytet Jana Kochanowskiego. W latach 90. pełnił funkcję prorektora kieleckiej WSP, był również prorektorem do spraw ogólnych Akademii Świętokrzyskiej w kadencji 2002–2005. W 1999 został dyrektorem Instytutu Fizyki na Wydziale Matematyczno-Przyrodniczym. W instytucie tym objął kierownictwo Zakładu Fizyki Atomowej.
W latach 1984–1987 prowadził badania w Zjednoczonym Instytucie Badań Jądrowych w Dubnej, zaś w latach 1990–1992 przebywał w Instytucie Manne Siegbahna w Sztokholmie. Współpracował również z Uniwersytetem w Erlangen i Instytutem Problemów Jądrowych im. Andrzeja Sołtana. Członek Polskiego Towarzystwa Fizycznego (był przewodniczącym kieleckiego oddziału PTF).
Odznaczony Złotym Krzyżem Zasługi (2002)  oraz Krzyżem Kawalerskim Orderu Odrodzenia Polski (2019).